# Atletica leggera al XVII Festival olimpico estivo della gioventù europea
Le competizioni di atletica leggera al XVII Festival olimpico estivo della gioventù europea si svolgeranno dal 24 al 29 luglio 2023 presso il Poljane Athletics Stadium di Maribor, in Slovenia.

## Calendario
|  | Finali |

| Luglio           | Luglio           | Lun | Mar | Mer | Gio | Ven | Sab | Totale |
| Luglio           | Luglio           | 24  | 25  | 26  | 27  | 28  | 29  | Totale |
| ---------------- | ---------------- | --- | --- | --- | --- | --- | --- | ------ |
| Atletica leggera | Atletica leggera | 1   | 7   | 6   | 8   | 9   | 9   | 40     |

## Risultati

### Uomini
| Specialità                          | Oro                                                                                 | Prestazione              | Argento                                                         | Prestazione             | Bronzo                                                                               | Prestazione             |
| Corse piane                         |                                                                                     |                          |                                                                 |                         |                                                                                      |                         |
| 100 m piani vento: -1,0 m/s         | Ylann Bizasene                                                                      | 10"53                    | Ido Peretz                                                      | 10"70                   | Zálan Deák                                                                           | 10"75                   |
| 200 m piani vento: +1,5 m/s         | Akira Eghagha                                                                       | 21"07                    | Danielius Vasiliauskas                                          | 21"20                   | Pedro Afonso                                                                         | 21"41                   |
| 400 m piani                         | Ondřej Loupal                                                                       | 47"07                    | Simone Giliberto                                                | 47"55                   | Isaias Artigas                                                                       | 47"86                   |
| 800 m piani                         | Yanis Vanlanduyt                                                                    | 1'52"11                  | Žan Ogrinc                                                      | 1'52"58                 | Mattia De Rocchi                                                                     | 1'53"10                 |
| 1 500 m piani                       | Kristian Bråthen Børve                                                              | 3'52"37                  | Theodore Liot                                                   | 3'52"64                 | Albert Szirbek                                                                       | 3'53"01                 |
| 3 000 m piani                       | Aldin Ćatović                                                                       | 8'21"43                  | Magnus Øyen                                                     | 8'21"96                 | Oscar Gaitan                                                                         | 8'22"25                 |
| Corse a ostacoli                    |                                                                                     |                          |                                                                 |                         |                                                                                      |                         |
| 110 m hs (91,4 cm) vento: -0,4 m/s  | Matyáš Zach                                                                         | 13"36                    | Janko Kišak                                                     | 13"39                   | Tristan Konso                                                                        | 13"59                   |
| 400 m hs (84 cm)                    | Joel Von De Ahé                                                                     | 51"79                    | Vladimiros Andreadis                                            | 52"70                   | Savva Novikov                                                                        | 53"02                   |
| 2 000 m siepi                       | Alin Șavlovschi                                                                     | 5'39"51                  | Isaac Duportal                                                  | 5'40"30                 | Benjámin Szabó                                                                       | 8'41"52                 |
| Marcia                              |                                                                                     |                          |                                                                 |                         |                                                                                      |                         |
| Marcia 5 000 m                      | Daniel Monfort                                                                      | 20'22"18                 | Giuseppe Disabato                                               | 20'35"69                | Nick Joel Richardt                                                                   | 21'05"41                |
| Salti                               |                                                                                     |                          |                                                                 |                         |                                                                                      |                         |
| Salto in alto                       | Elijah Pasquier                                                                     | 2,12 m                   | Yasir Kuduban                                                   | 2,09 m                  | Paschalis Gennikis                                                                   | 2,06 m =                |
| Salto con l'asta                    | Fabio Marco                                                                         | 5,10 m                   | Karl Kristjan Pohlak                                            | 5,05 m                  | Pavlos Kriaras                                                                       | 5,05 m                  |
| Salto in lungo                      | Petr Meindlschmid                                                                   | 7,90 m w vento: +3,7 m/s | James Armant Sordet                                             | 7,45 m vento: +1,8 m/s  | Cristian Marius Popescu                                                              | 7,27 m vento: +0,9 m/s  |
| Salto triplo                        | Ioannis Gkartsios                                                                   | 15,73 m vento: +0,2 m/s  | Aldo Rocchi                                                     | 15,72 m vento: +0,2 m/s | Jeremie Nzoungou                                                                     | 15,48 m vento: +0,9 m/s |
| Lanci                               |                                                                                     |                          |                                                                 |                         |                                                                                      |                         |
| Getto del peso (5 kg)               | Dimitrios Antonatos                                                                 | 20,72 m                  | Aatu Kangasniemi                                                | 20,15 m                 | Kelson De Carvalho                                                                   | 19,77 m                 |
| Lancio del disco (1,5 kg)           | Samuel Conjungo                                                                     | 61,71 m                  | David Jarolímek                                                 | 60,05 m                 | Cian Crampton                                                                        | 59,32 m                 |
| Lancio del martello (5 kg)          | Ármin Szabados                                                                      | 78,92 m                  | Aatu Kangasniemi                                                | 75,09 m                 | Nikolaos Sidirenios                                                                  | 73,41 m                 |
| Lancio del giavellotto (700 g)      | Roch Krukowski                                                                      | 79,40 m                  | Illia Saievskyi                                                 | 76,11 m                 | Tom Teršek                                                                           | 73,57 m                 |
| Prove multiple                      |                                                                                     |                          |                                                                 |                         |                                                                                      |                         |
| Decathlon (under 18)                | Hubert Trościanka                                                                   | 7354 p.                  | Daniel Hanzelka                                                 | 7342 p.                 | Leon-Joel Clair                                                                      | 7348 p.                 |
| Staffette                           |                                                                                     |                          |                                                                 |                         |                                                                                      |                         |
| Staffetta svedese (100+200+300+400) | Francia Arthur Gheerardyn-Renou Ylann Bizasene Sayf-Mohamed Reggad Yanis Vanlanduyt | 1'52"68                  | Svizzera Kilian Borner Jan Rickenbach Robin Gloor Akira Eghagha | 1'53"56                 | Italia Matteo Togni Alessandro Trotto Simone Giliberto Mattia De Rocchi Leo Domenis* | 1'53"72                 |

### Donne
| Specialità                          | Oro                                                                                  | Prestazione              | Argento                                                                 | Prestazione             | Bronzo                                                                     | Prestazione             |
| Corse piane                         |                                                                                      |                          |                                                                         |                         |                                                                            |                         |
| 100 m piani vento: -1,8 m/s         | Miia Ott                                                                             | 11"80                    | Alice Pagliarini                                                        | 11"88                   | Zita Szentgyörgyi                                                          | 11"89                   |
| 200 m piani vento: +1,3 m/s         | Terezie Táborská                                                                     | 23"61                    | Maja Woźniak                                                            | 24"08                   | Miia Ott                                                                   | 24"21                   |
| 400 m piani                         | Anastazja Kuś                                                                        | 53"21                    | Eda Nur Tulum                                                           | 53"32                   | Line Safaa Al-Saiddi                                                       | 53"60                   |
| 800 m piani                         | Adéla Holubová                                                                       | 2'06"15                  | Ioulianna Roussou                                                       | 2'06"68                 | Marta Mitjans                                                              | 2'06"96                 |
| 1 500 m piani                       | Shirin Kerber                                                                        | 4'17"52                  | Ayça Fidanoğlu                                                          | 4'17"74                 | Tia Tanja Živko                                                            | 4'19"80                 |
| 3 000 m piani                       | Jana Johanová                                                                        | 9'30"10                  | Carla Cabezas                                                           | 9'31"78                 | Alexandra Maria Hudea                                                      | 9'32"21                 |
| Corse a ostacoli                    |                                                                                      |                          |                                                                         |                         |                                                                            |                         |
| 100 m hs (76,2 cm) vento: +2,0 m/s  | Mia Wild                                                                             | 13"22 (.211)             | Non assegnata                                                           | Non assegnata           | Zuzanna Zając                                                              | 13"22 (.214)            |
| 100 m hs (76,2 cm) vento: +2,0 m/s  | Laura Montauban                                                                      | 13"22 (.211)             | Non assegnata                                                           | Non assegnata           | Zuzanna Zając                                                              | 13"22 (.214)            |
| 400 m hs                            | Olha Mashanienkova                                                                   | 56"28                    | Alexandra Ștefania Uță                                                  | 56"31                   | Méta Tumba                                                                 | 57"10                   |
| 2 000 m siepi                       | Karolína Jarošová                                                                    | 6'23"58                  | Andrea Nygård Vie                                                       | 6'33"99                 | Majken Söderlund Larsson                                                   | 9'36"01                 |
| Marcia                              |                                                                                      |                          |                                                                         |                         |                                                                            |                         |
| Marcia 5 000 m                      | Alexandra Kovács                                                                     | 22'42"91                 | Júlia Suárez Pizà                                                       | 22'48"02                | Mina Stanković                                                             | 22'48"30                |
| Salti                               |                                                                                      |                          |                                                                         |                         |                                                                            |                         |
| Salto in alto                       | Ella Oluchi Obeta                                                                    | 1,83 m                   | Valeria Smirnova                                                        | 1,83 m                  | Iren Sarâboyukova                                                          | 1,80 m =                |
| Salto con l'asta                    | Magdalena Rauter                                                                     | 4,00 m                   | Apolena Švábíková                                                       | 3,90 m                  | Embla Matilde Njerve                                                       | 3,90 m                  |
| Salto con l'asta                    | Magdalena Rauter                                                                     | 4,00 m                   | Apolena Švábíková                                                       | 3,90 m                  | Emma Mészáros                                                              | 3,90 m                  |
| Salto con l'asta                    | Magdalena Rauter                                                                     | 4,00 m                   | Apolena Švábíková                                                       | 3,90 m                  | Evgenia-Maria Panagiotou                                                   | 3,90 m                  |
| Salto in lungo                      | Bori Rózsahegyi                                                                      | 6,32 m = vento: +0,6 m/s | Radina Velichkova                                                       | 6,09 m vento: +1,0 m/s  | Laura Ooghe                                                                | 6,07 m vento: -0,5 m/s  |
| Salto triplo                        | Erika Saraceni                                                                       | 13,42 m vento: +0,2 m/s  | Olga Szlachta                                                           | 13,29 m vento: +0,2 m/s | Aurėja Beniušyte                                                           | 13,11 m vento: +0,1 m/s |
| Lanci                               |                                                                                      |                          |                                                                         |                         |                                                                            |                         |
| Getto del peso (3 kg)               | Nafy Thiam                                                                           | 17,44 m                  | Maria Rafailidou                                                        | 16,25 m                 | Ella Mäntylä                                                               | 16,22 m                 |
| Lancio del disco                    | Helene Mariel Ramslien                                                               | 49,16 m                  | Frieda Echterhoff                                                       | 48,17 m                 | Maria Rafailidou                                                           | 47,95 m                 |
| Lancio del martello (3 kg)          | Pinja Kärhä                                                                          | 67,29 m                  | Marie Rougetet                                                          | 66,17 m                 | Johanna Marrwitz                                                           | 65,38 m                 |
| Lancio del giavellotto (500 g)      | Vita Barbić                                                                          | 60,48 m                  | Rebecca Nelimarkka                                                      | 58,91 m                 | Heti Väät                                                                  | 54,44 m                 |
| Prove multiple                      |                                                                                      |                          |                                                                         |                         |                                                                            |                         |
| Eptathlon (under 18)                | Sarolta Kriszt                                                                       | 5830 p.                  | Lucia Acklin                                                            | 5808 p.                 | Enni Virjonen                                                              | 5633 p.                 |
| Staffette                           |                                                                                      |                          |                                                                         |                         |                                                                            |                         |
| Staffetta svedese (100+200+300+400) | Romania Bianca-Maria Tita Stefania Balint Maria Denisa Capota Alexandra Ștefania Uță | 2'06"13                  | Italia Alice Pagliarini Elisa Marcello Valentina Vaccari Elisa Valensin | 2'06"45                 | Rep. Ceca Ester Parohová Viktorie Jánská Terezie Táborská Eliška Kramešová | 2'07"16                 |

## Medagliere
Nazione ospitante 
| Posiz. | Nazione    | Oro | Argento | Bronzo | Totale |
| ------ | ---------- | --- | ------- | ------ | ------ |
| 1      | Rep. Ceca  | 7   | 3       | 1      | 11     |
| 2      | Francia    | 6   | 4       | 2      | 12     |
| 3      | Ungheria   | 4   | 0       | 5      | 9      |
| 4      | Polonia    | 3   | 2       | 1      | 6      |
| 5      | Grecia     | 2   | 3       | 5      | 10     |
| 6      | Spagna     | 2   | 2       | 3      | 7      |
| 7      | Norvegia   | 2   | 2       | 2      | 6      |
| 8      | Svizzera   | 2   | 2       | 0      | 4      |
| 9      | Romania    | 2   | 1       | 2      | 5      |
| 10     | Croazia    | 2   | 1       | 0      | 3      |
| 11     | Italia     | 1   | 5       | 2      | 8      |
| 12     | Finlandia  | 1   | 3       | 2      | 6      |
| 13     | Estonia    | 1   | 2       | 4      | 7      |
| 14     | Germania   | 1   | 1       | 4      | 6      |
| 15     | Ucraina    | 1   | 1       | 0      | 2      |
| 16     | Belgio     | 1   | 0       | 1      | 2      |
| 16     | Serbia     | 1   | 0       | 1      | 2      |
| 18     | Austria    | 1   | 0       | 0      | 1      |
| 18     | Danimarca  | 1   | 0       | 0      | 1      |
| 20     | Turchia    | 0   | 3       | 0      | 3      |
| 21     | Slovenia   | 0   | 1       | 2      | 3      |
| 22     | Bulgaria   | 0   | 1       | 1      | 2      |
| 22     | Lituania   | 0   | 1       | 1      | 2      |
| 24     | Israele    | 0   | 1       | 0      | 1      |
| 25     | Irlanda    | 0   | 0       | 1      | 1      |
| 25     | Portogallo | 0   | 0       | 1      | 1      |
| 25     | Svezia     | 0   | 0       | 1      | 1      |
| Totale | Totale     | 41  | 39      | 42     | 122    |